# 三輪緑山
三輪緑山（みわみどりやま）は、東京都町田市の町名。現行行政地名は三輪緑山一丁目から四丁目。郵便番号は195-0055。

## 地理
町田市の東部に位置する。東・南・北の三方で三輪町と接し、西は神奈川県川崎市麻生区岡上、神奈川県横浜市青葉区緑山と接している。緑山のTBS緑山スタジオにも隣接している。

### 地価
住宅地の地価は、2018年（平成30年）の公示地価によれば、¥770,000/坪となっている。

## 歴史

### 地名の由来
三輪町の一部で三輪土地区画整理事業の換地処分をむかえるにあたり、事業区域内の地番整理をする必要があり、新たな町名をつけることとなった。住民からは緑山、組合は三輪の名を残す、TBS緑山スタジオは緑山の名称を使わないようにとの要望が出た。そこで住民と組合の案の間を取り三輪緑山の案が出て、TBS緑山スタジオ側からも了承を得た。

### 沿革
- 1988年（昭和63年）11月27日 - 三輪町の一部より、三輪緑山一丁目〜三丁目を新設。
- 1997年（平成9年）11月1日 - 三輪町の一部より、三輪緑山四丁目を新設。

## 世帯数と人口
2018年（平成30年）1月1日現在の世帯数と人口は以下の通りである。
| 丁目           | 世帯数    | 人口    |
| -------------- | --------- | ------- |
| 三輪緑山一丁目 | 814世帯   | 1,748人 |
| 三輪緑山二丁目 | 575世帯   | 1,265人 |
| 三輪緑山三丁目 | 497世帯   | 1,245人 |
| 三輪緑山四丁目 | 347世帯   | 951人   |
| 計             | 2,233世帯 | 5,209人 |

## 小・中学校の学区
市立小・中学校に通う場合、学区は以下の通りとなる。
| 丁目           | 番地 | 小学校             | 中学校                 |
| -------------- | ---- | ------------------ | ---------------------- |
| 三輪緑山一丁目 | 全域 | 町田市立三輪小学校 | 町田市立鶴川第二中学校 |
| 三輪緑山二丁目 | 全域 | 町田市立三輪小学校 | 町田市立鶴川第二中学校 |
| 三輪緑山三丁目 | 全域 | 町田市立三輪小学校 | 町田市立鶴川第二中学校 |
| 三輪緑山四丁目 | 全域 | 町田市立三輪小学校 | 町田市立鶴川第二中学校 |

## 交通

### 鉄道
小田急電鉄小田原線の鶴川駅が最寄駅である。

### 路線バス
小田急バス・神奈川中央交通（神奈中）により、以下の路線が運行されている。
- 「鶴川緑山住宅」バス停留所などから鶴川駅行きがある。
- 「三輪緑山二丁目」バス停留所などから鶴川駅行き、奈良北団地行きなどがある（すべて小田急担当）

### 主な道路
- 東京都道・神奈川県道139号真光寺長津田線
- ゆりの木通り
- 花水木通り
- さくら通り
- かえで通り
- けやき通り

## 施設

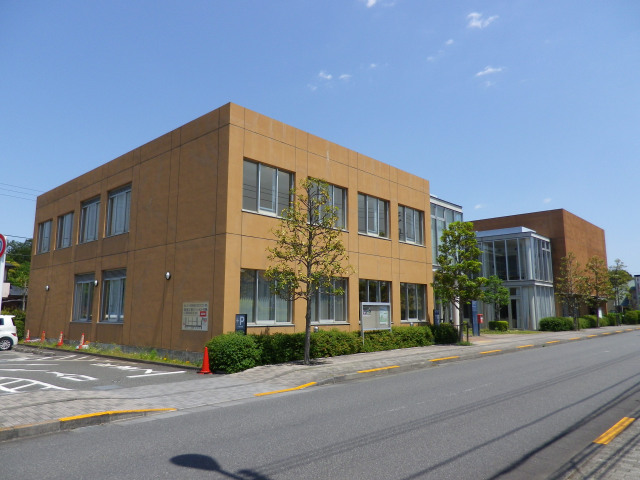
三輪コミュニティセンター

行政
- 鶴見川クリーンセンター

文化
- 三輪コミュニティセンター
- 三輪子どもクラブMIWA～GO

商業
- グルメシティ鶴川緑山店

警察
- 町田警察署三輪駐在所

公園・スポーツ
- 沢谷戸自然公園
- 三輪中央公園
- 三輪緑山スポーツ広場
- 三輪みどり山球場
- FC町田ゼルビア三輪緑山ベース

郵便局
- 町田三輪郵便局

病院
- 鶴が丘ガーデンホスピタル

## 文化財
- 西谷戸横穴墓群（東京都指定史跡）

## 電話
- 三輪町及び三輪緑山は川崎MA（市外局番：044）に属するため、川崎市と市内通話扱いとなる。相模原MAに属する町田市内への通話は県内市外通話となる。